# Aberdaria ligulata
Aberdaria ligulata Holm, 1962 è un ragno appartenente alla famiglia Linyphiidae, endemico del Kenya
È l'unica specie nota del genere Aberdaria.

## Distribuzione
La specie è endemica del Kenya.

## Tassonomia
Dal 1962 non sono stati esaminati altri esemplari, né sono state descritte sottospecie al 2014.